# فراسوی اصل لذت
فراسوی اصل لذت (به آلمانی: Jenseits des Lustprinzips) (به انگلیسی: Beyond the Pleasure Principle) رساله‌ای از زیگموند فروید است که در سال ۱۹۲۰ به چاپ رسید. این رساله نقطه عطف بزرگی در صورت‌بندی نظریه رانه اوست که فروید پیش از آن صیانت نفس را در رفتار انسان به رانه‌های شهوت و هدایت لیبیدو که توسط اصل لذت کنترل می‌شوند، نسبت داده بود. با تجدید نظر در این موضوع به عنوان غیرقطعی، فروید فراتر از اصل لذت نظریه‌پردازی کرد و به تازگی رانه‌های مرگ (یا تاناتوس، انسان‌انگاری یونانی مرگ) که به تمایل به نابودی و اضمحلال اشاره دارند را در نظر گرفت که اغلب توسط رفتارهایی مانند پرخاشگری، اجبار تکرار و رفتار خودآسیب‌رسان بیان می‌شوند.